# Nikl
Nikl (chemická značka Ni, lat. Niccolum) je bílý, feromagnetický, kujný a tažný kov. Slouží jako součást různých slitin a k povrchové ochraně jiných kovů před korozí. Vzhledem k jeho toxicitě je jeho praktické využití postupně omezováno.

## Základní fyzikálně-chemické vlastnosti
Typický kovový feromagnetický prvek stříbrobílý, silně lesklý kov. Nikl se dá výborně leštit, je velmi tažný a dá se kovat, svářet a válcovat na plech nebo vytahovat v dráty. Patří mezi přechodné prvky, které mají valenční elektrony v d-sféře. Ve sloučeninách se vyskytuje především v mocenství Ni+2, existují i sloučeniny Ni+1, zatímco látky obsahující Ni+3 jsou nestálé a působí silně oxidačně.
Ve zředěných minerálních kyselinách se nikl rozpouští, ale hůře než železo. V koncentrovaných kyselinách se rozpouští ještě o něco hůře a koncentrovanou kyselinou dusičnou se pouze pasivuje. Nepůsobí na něj suché halogenovodíky. Za normální teploty je vůči působení vzduchu i vody nikl poměrně stálý a používá se proto často k povrchové ochraně jiných kovů, především železa. V jemně rozptýleném stavu je nikl pyroforický tj. samozápalný na vzduchu. Při zahřívání v čistém kyslíku shoří nikl za jiskření a i s jinými prvky se za vyšší teploty slučuje (chlor, brom, fosfor, arsen, antimon, hliník, bor, křemík, síra…). Je také značně stálý vůči působení alkálií a používá se proto k výrobě zařízení pro práci s alkalickými hydroxidy.
Kovový nikl rozkládá při mírném žáru amoniak na dusík a vodík. Nikl má schopnost pohlcovat velká množství vodíku, a to zejména za zvýšené teploty. Proto se houbovitý nikl využívá jako katalyzátor při hydrogenacích.

## Historický vývoj
Předměty ze slitin niklu se podařilo nalézt v Číně a jejich stáří je více než 2 000 let. Nikl byl objeven roku 1751 německým chemikem baronem Axelem Frederikem Cronstedtem při pokusech o izolaci mědi z rudy. Nový prvek pojmenoval podle jeho výskytu v rudě nikelinu. V hornické mluvě bylo tehdy slovo nikl hanlivým výrazem pro rudu, ve které horníci očekávali, že bude obsahovat měď, ale při jejím zpracovávání odolávala veškerému úsilí při jejím získávání. Ještě určitou dobu po objevu niklu zastávali někteří chemici názor, že nikelin je měděná ruda. Teprve Torbern Bergman roku 1775 popsal přesněji povahu niklu (jeho podobnost s železem) a připravil nikl v čistém stavu.

## Výskyt

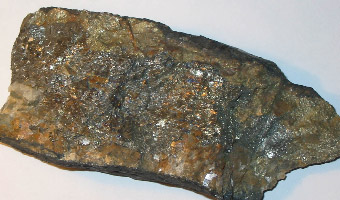
Nikelin – NiAs

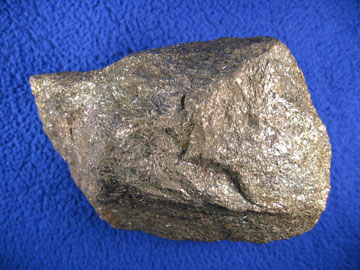
Pentlandit – (Ni,Fe)_{9}S_{8}

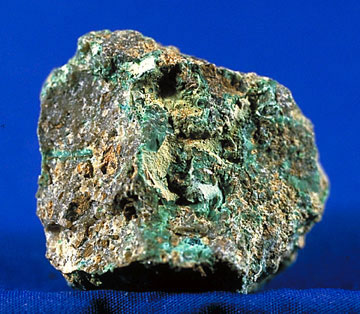
Garnierit – (Ni,Mg)_{3}Si_{2}O_{5}(OH)

Jako relativně lehký prvek je nikl v přírodě poměrně hojně zastoupen. V zemské kůře jeho průměrný obsah činí kolem 100 mg/kg, tj. asi 100 ppm (parts per milion = počet částic na 1 milion částic) a ve výskytu přechodných prvků na zemi se řadí na 7. místo.[zdroj⁠?!] V mořské vodě se jeho koncentrace pohybuje na úrovni 5,4 mikrogramu v jednom litru.[zdroj⁠?!] Předpokládá se, že ve vesmíru připadá na jeden atom niklu přibližně 700 000 atomů vodíku.
S ryzím niklem se v přírodě setkáme pouze vzácně ve slitině s železem v železných meteoritech, dopadajících na Zemi z kosmického prostoru. Geologové předpokládají, že velká část niklu přítomného na Zemi je soustředěna v oblasti jejího středu – v zemském jádře – a to právě z analogie s meteority.
Nikl má afinitu ke kyslíku i k síře, resp. arzenu a vytváří tedy dva typy ložisek. Jednak primární, sulfidická, ve kterých se nachází v sirnících a arzenidech – sulfid nikelnato-železitý – pentlandit (Ni,Fe)9S8 millerit NiS, nikelin NiAs, breithauptit NiSb, chloantit NiAs2, gersdorfit NiAsS, smaltin (Ni,Co,Fe)As2 a ullmanit NiSbS.
Dále sekundární, kyslíkatá, lateritická, vznikající zvětráváním olivínu z ultrabazických hornin zemského pláště, které se dostaly na povrch. Vrstvy zvětralin, nabohacené železem, hliníkem a ochuzené o křemík a se nazývají laterity a vznikají lateritickým zvětráváním. Niklonosné laterity se typicky vyskytují ve zvětralinách hadcových těles, což byly původně olivinické horniny ze zemského pláště, z hloubek okolo 50 km a více. Olivín je na povrchu nestálý, rychle zvětrává. Nikl v něm byl původně vázán jako příměs a zvětráváním přešel do hydrosilikátů niklu, zejména garnieritu (Ni,Mg)3Si2O5(OH) .
Největším současně těženým nalezištěm niklových rud, odkud pochází 1/4 světové produkce niklu, je kanadské Sudbury, které bylo objeveno roku 1883 při výstavbě trati pro Kanadskou pacifickou železnici a nachází se v provincii Ontario. Předpokládá se, že původem těchto rud je obrovský meteorický zásah Země v dávných geologických dobách. Další oblasti s bohatým výskytem niklových rud jsou např. Rusko (zejména okolí sibiřského města Norilsk), Nová Kaledonie, Austrálie, Kuba a Indonésie. Niklové doly na severu Finska byly vládě této země významnou politikou kartou pro udržení nezávislosti při lavírování mezi Sovětským svazem a nacistickým Německem během druhé světové války.

## Výroba
Nejdůležitější rudy niklu jsou novokaledonský garnierit (Ni,Mg)3Si2O5(OH) a kanadský pyrrhotin s příměsí pentlanditu, který obsahuje průměrně 3 % niklu. Při obou výrobách probíhá získávání niklu přes tyto dva kroky.
2 Ni3S2 + 7 O2 → 6 NiO + 4 SO2
NiO + C → Ni + CO
- Při výrobě niklu z garnieritu se využívá mimořádná afinita niklu k síře. Ruda se taví se sloučeninami snadno odštěpujícími síru a tím vzniká Ni3S2 a nečistoty přechází jako křemičitany do strusky. V konvertoru se částečným vypražením, opakovaným tavením s přísadou křemene odstraní železo a zbude tak čistý Ni3S2. Následným pražením se z sulfidu získá oxid nikelnatý. K oxidu nikelnatému se přidá dřevěné uhlí a směs se žíhá, tím se získá práškový nikl nebo se k oxidu nikelnatému a dřevěnému uhlí přidá ještě voda a mouka (jako pojidla), ve formě se vytvarují krychle a při žíhání vzniká nikl v podobě krychlí.

- Při výrobě niklu z pyrrhotinu se nejprve pražením snižuje obsah síry v této rudě. Díky vysokému obsahu mědi v rudě se získá směs sulfidu niklu a mědi. Redukcí této směsi se dá získat slitina mědi a niklu. Tato slitina nemá praktický význam, a proto je nutné sulfid mědi a niklu od sebe oddělit. To se provádí oxfordským způsobem. Sulfidy niklu a mědi se taví v šachtové peci s hydrogensíranem sodným a koksem. Při tavení se sulfid niklu usazuje na dně, zatímco sulfid mědi se drží na povrchu taveniny. Po vychladnutí se oddělí horní vrstva od spodní a odstraní se další nečistoty. Po pražení s koksem se získá surový nikl, který obsahuje 95 % niklu a 1–2 % mědi. Surový nikl se buď elektrolyticky rafinuje nebo se zpracovává na čistý nikl karbonylovým způsobem.

- Karbonylový způsob je založen na přípravě tetrakarbonylu niklu Ni(CO)4 a jeho následném rozkladu. Při této výrobě se může vycházet ze surového niklu získaného oxfordským způsobem, která probíhá při teplotě 50 °C a působením oxidu uhelnatého za obyčejného tlaku, což je Mondův proces. Karbonyl niklu se dá získat přímo ze sulfidu niklu působením oxidu uhelnatého při tlaku 200 atmosfér a teplotě 200–250 °C. Rozklad karbonylu probíhá za teploty 200 °C a normálním tlaku. Tímto způsobem se získá velmi čistý nikl 99,95 %.

- K přečišťování niklu se také používá elektrolytická rafinace. Hlavně u surového niklu, který obsahuje platinu, protože z anodového kalu, který přitom odpadá, může být platina a kovy, které ji doprovází, snadno získány. Nikl získaný tímto způsobem je z 99,99 % čistý.

## Využití

### Antikorozní ochrana
Díky poměrně velmi dobré stálosti kovového niklu vůči atmosférickým vlivům i vodě se často nanáší velmi tenká niklová vrstva na povrchy méně odolných kovů, nejčastěji železa. Nanášení se provádí elektrolyticky obvykle z alkalického prostředí, kde je nikl přítomen jako kyanidový komplex a na pokovovaný předmět je vložen záporný elektrický potenciál, působí tedy jako katoda. Běžně se takto upravují jednoduché pracovní nástroje jako šroubováky nebo klíče, ale také některé chirurgické nástroje a pomůcky se niklují.
Značné odolnosti kovového niklu se využívá při výrobě chemického nádobí, které je možno vystavit účinkům alkalických tavenin jako je hydroxid sodný nebo uhličitan draselný bez výraznějšího poškození. V kyselém prostředí je však nutno použít mnohem dražších kelímků z platiny nebo slitin platiny s rhodiem nebo iridiem.

### Slitiny

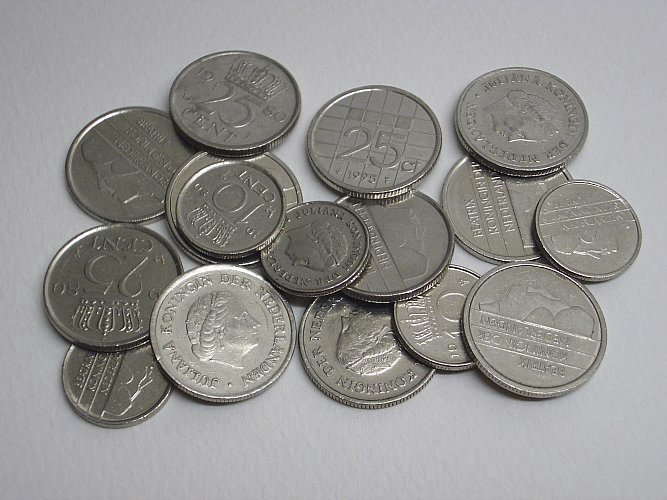
Holandské mince z niklu

Ocelářský průmysl je rozhodně největším světovým spotřebitelem niklu. Společně se železem, chromem a manganem patří mezi základní kovy, které slouží pro legování ocelí. Je třeba mít na zřeteli, že se ve světě vyrábí tisíce typů ocelí, které se značně liší svým složením, způsobem zpracování a následně pak svými vlastnostmi jako je tvrdost, pevnost, kujnost, chemická odolnost a další. V řadě z nich je kromě výše uvedených prvků přítomno i menší množství dalších kovů (molybden, wolfram, kobalt a další).
Nikl je součástí velmi odolných slitin jako například Monelův kov o složení 68 % Ni a 32 % Cu (někdy se také uvádí alternativní poměr 67:28 nebo 65:30) se stopami manganu a železa, používaný pro výrobu lodních šroubů, ale i kuchyňského vybavení. Slitiny Alnico se skládají z železa, kobaltu, niklu, hliníku a mědi a slouží pro výrobu velmi silných permanentních magnetů.
Nikl patří již dlouhou dobu mezi mincovní kovy, používané k ražení mincí, obvykle ve slitinách s mědí. V Československu se z těchto slitin razily především mince o nominální hodnotě 1, 2 a 5 Kčs. V současné ČR jsou mince 1, 2 a 5 Kč pouze niklem povrchově upravené (ražené z oceli, povrchová vrstva niklová). V USA a Kanadě se pro minci o hodnotě 5 centů používá označení nickel, do češtiny překládané jako niklák. V Evropské unii se tento fakt týká mincí s nominální hodnotou 1 a 2 eura. Tyto mince se vyrábí ze slitiny, která se nazývá nové stříbro neboli argentan či nejčastěji alpaka. Tato slitina se do Evropy dostala z Činy v 18. století, ale mince se z ní začaly razit ve velkém až po druhé světové válce. Alpaka obsahuje 10–20 % niklu, 40–70 % mědi a 5–40 % zinku. Slitina je stříbrobílá, chemicky odolná a dá se dobře leštit.
Významné místo patří slitinám niklu ve výrobě šperků. V současné době poměrně populární bílé zlato je obvykle právě slitinou zlata, niklu, mědi a zinku. Nevýhodou těchto materiálů je skutečnost, že řada lidí trpí alergií na slitiny niklu a nemůže šperky z těchto slitin dlouhodobě nosit.
Zvláštní slitina niklu a stříbra slouží často jako materiál pro výrobu elektrických kontaktů v silně namáhaných silnoproudých spínačích, které musí vykazovat vysokou úroveň spolehlivosti. Jde o směs o složení přibližně 90 % Ag + 10 % Ni. Protože oba kovy se při tomto poměru v tavenině nemísí, vyrábí se slitina poměrně komplikovaným spékáním práškového materiálu za vysokých teplot a tlaků. Výslednému materiálu potom stříbro dodává vynikající elektrickou vodivost a nikl zase výhodné mechanické vlastnosti – tvrdost a odolnost proti otěru. Nikl se využívá také ve slitinách s tvarovou pamětí jako slitina NiTi.
K dalším významným slitinám niklu patří konstantan, což je slitina 40 % niklu a 60 % mědi, která má konstantní velký elektrický odpor. Nikelin je slitina 31 % niklu, 56 % mědi, 13 % zinku a má také velký konstantní elektrický odpor. Manganin je slitina 4 % niklu, 12 % manganu a 84 % chromu, která se používá na zhotovování přesných elektrických odporů. Chromnikl neboli nichrom je slitina 60 % niklu a 40 % chromu a využívá se na vinutí elektrických pecí.

### Galvanické články

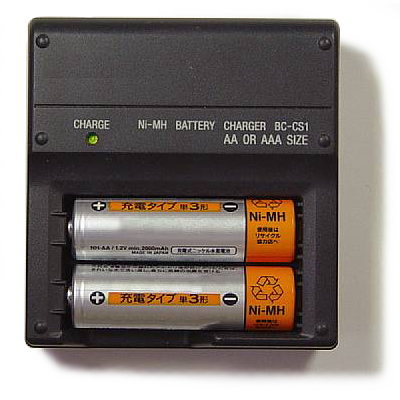
Galvanické niklové články s možností opětného dobíjení

Značná část celosvětově vyrobeného niklu končí v současné době jako surovina pro elektrické články s možností mnohonásobného dobíjení. Nikl-hydridové baterie slouží jako zdroj elektrické energie v řadě mobilních telefonů, přenosných svítilen a dalších.
Pro zdroje s vyšší elektrickou kapacitou se používají spíše nikl – kadmiové galvanické elektrické články typu NiCd. Vykazují velmi dobré elektrické vlastnosti (kapacita x hmotnost) a lze je i zpětně dobíjet. Slouží často jako zdroj elektrického proudu v automobilech a dalších dopravních prostředcích. Na rozdíl od klasických olověných akumulátorů se v nich jako elektrolyt používá roztok alkalického hydroxidu. Reakci, při které dochází ke vzniku elektrického proudu, lze vyjádřit jako:
2 NiO(OH) + Cd + 2 H2O ⇄ 2 Ni(OH)2 + Cd(OH)2
Vzhledem k prokázané toxicitě kadmia se však výroba těchto baterií postupně omezuje.

### Katalyzátory

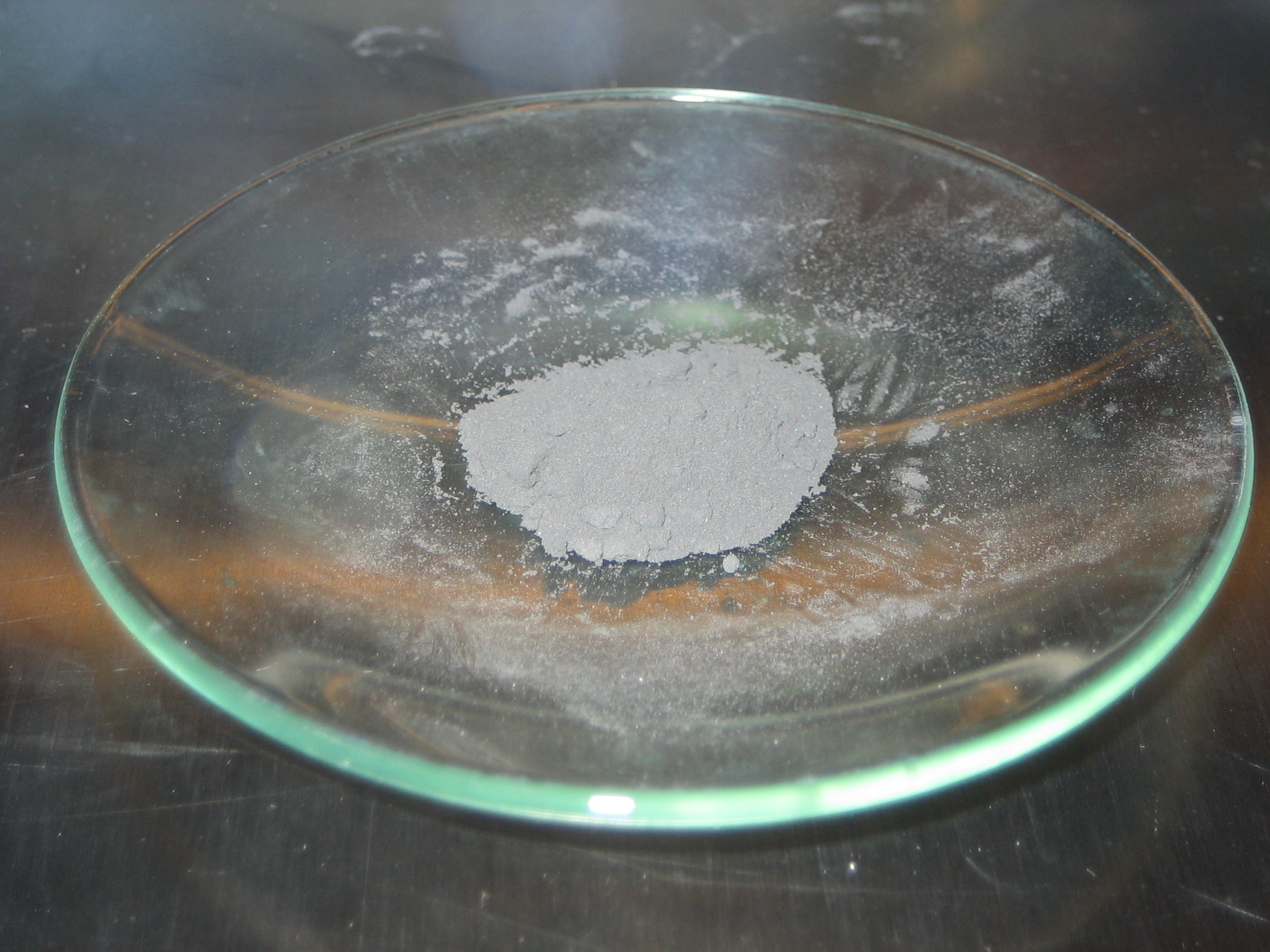
Raneyův nikl

Jemně rozptýlený elementární nikl — Raneyův nikl — je velmi účinným hydrogenačním katalyzátorem, který působí reakci dvojné vazby mezi uhlíkovými atomy s vodíkem za vzniku vazby jednoduché. Schematicky:
R2C=CR2 + H2 → HR2C-CR2H
Této reakce se využívá v potravinářství k výrobě ztužených tuků z rostlinných olejů. Běžné rostlinné oleje jsou chemicky estery nenasycených mastných kyselin s několika dvojnými vazbami v molekule. Převedením části těchto dvojných vazeb na vazby jednoduché vzniká rostlinný tuk, který má za normální teploty tuhou konzistenci.

## Sloučeniny
Nikl tvoří sloučeniny v oxidačních stavech od Ni−1 do Ni+4, přičemž v záporných stavech se jedná o organokovové sloučeniny a v kladných je nejstabilnější Ni+2 a vyšší stavy se běžně nevyskytují, neboť se na vzduchu i ve vodě rozkládají.

### Anorganické sloučeniny
Ve svých stabilních sloučeninách se nikl vyskytuje převážně jako kladně dvojmocný Ni+2. Nikelnaté soli běžných anorganických kyselin jsou v hydratované podobě zelené krystalické látky dobře rozpustné ve vodě, v bezvodém stavu jsou obvykle jinak zbarveny. Výjimkou je špatně rozpustný uhličitan nikelnatý NiCO3 a černý silně nerozpustný sulfid nikelnatý NiS. Vyšší oxidační stavy se běžně nevyskytují, protože se tyto sloučeniny na vzduchu i ve vodě rozkládají. Stabilní jsou pouze v inertních atmosférách a proto nemají velký význam.

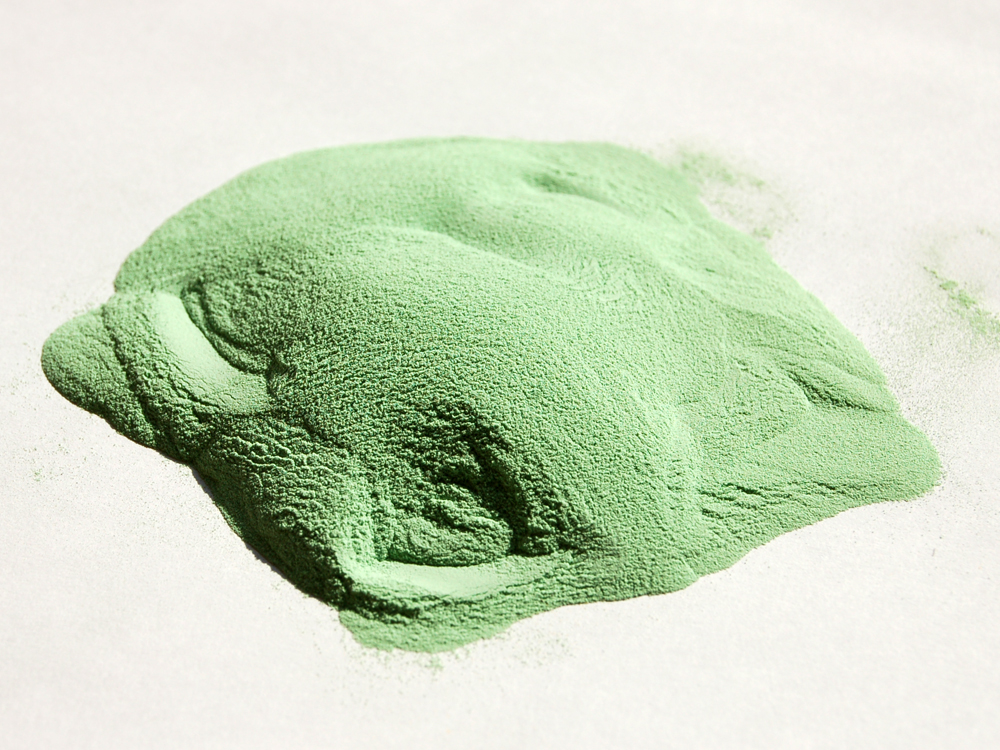
Uhličitan nikelnatý

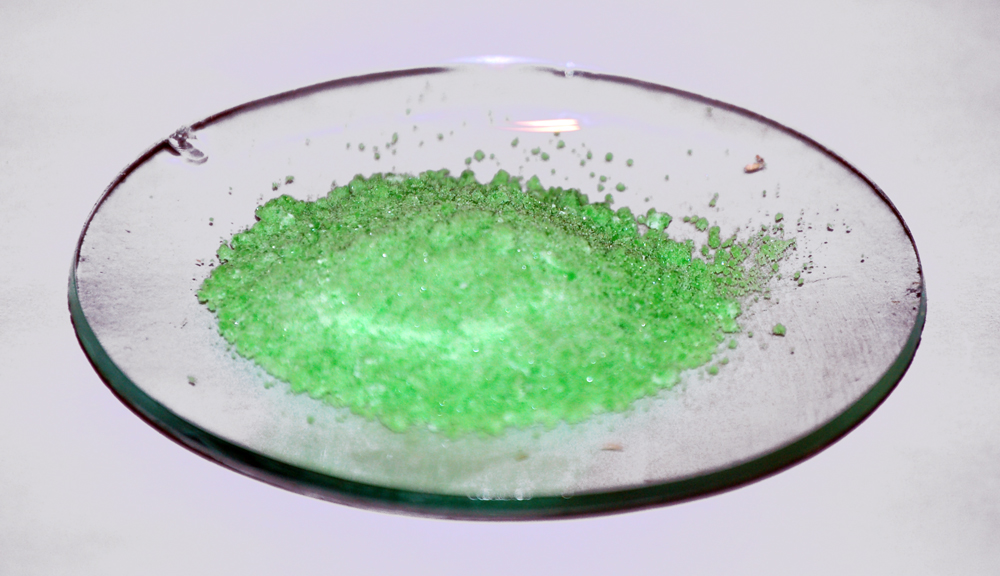
Chlorid nikelnatý

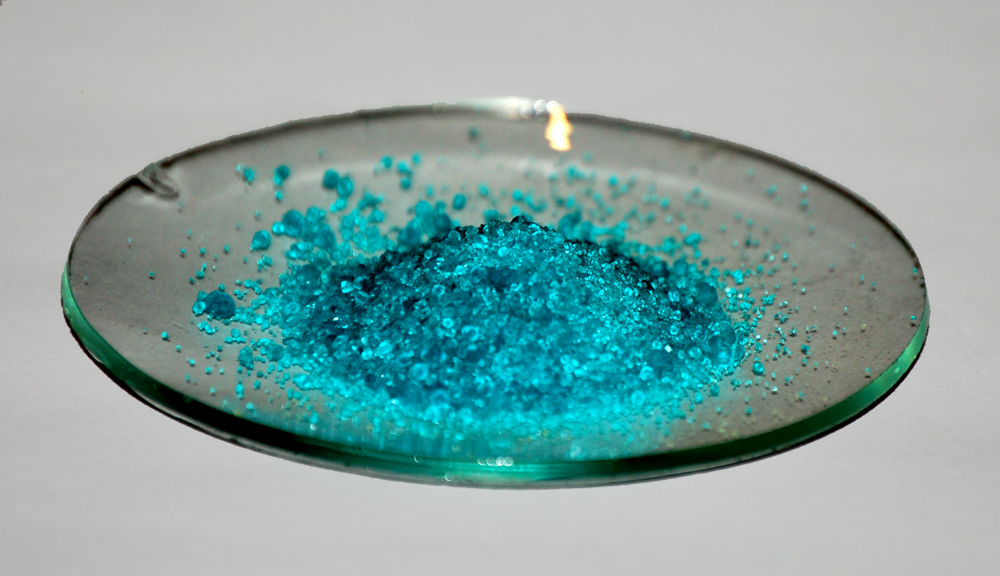
Síran nikelnatý

- Oxid nikelnatý NiO je zelený prášek, nerozpustný ve vodě a hydroxidech, ale snadno rozpustný v kyselinách na nikelnaté soli. V přírodě se vyskytuje jako nerost bunsenit. V keramickém průmyslu se používá k barvení na šedo. Připravuje se žíháním hydroxidu nikelnatého nebo uhličitanu nikelnatého.

- Hydroxid nikelnatý Ni(OH)2 je jablkově zelená látka, nerozpustná ve vodě a hydroxidech, rozpustná v kyselinách a amoniakálních roztocích. Připravuje se srážením roztoků nikelnaté soli roztokem alkalického hydroxidu.

- Oxid niklitý Ni2O3 je šedý až černý prášek, nerozpustný ve vodě, rozpustný v kyselinách. V kyselině chlorovodíkové se rozpouští za vývoje chloru a vzniku nikelnaté soli, v kyslíkatých kyselinách se rozpouští za vzniku kyslíku a nikelnaté soli. Oxid niklitý se připravuje opatrnou oxidací uhličitanu nikelnatého nebo dusičnanu nikelnatého za teploty 300 °C.

- Sulfid nikelnatý NiS je černý prášek velmi nerozpustný ve vodě a hydroxidech, v čerstvém stavu rozpustný v kyselinách, po odstátí nerozpustný. V přírodě se vyskytuje jako nerost millerit. Připravuje se srážením roztoků nikelnatých solí alkalickým sulfidemem.

- Chlorid nikelnatý NiCl2 je v bezvodém stavu zlatožlutá krystalická látka, v hydratované podobě je to zelená krystalická látka, dobře rozpustná ve vodě a lihu. S alkalickými chloridy tvoří v roztoku podvojné sloučeniny. Působením fluoru na roztok chloridu nikelnatého a chloridu draselného lze připravit sloučeniny K3[NiIIIF6] a K2[NiIVF6]. Připravuje se spalováním niklu v proudu chloru.

- Bromid nikelnatý NiBr2 je v hydratované podobě zelená krystalická látka, dobře rozpustná ve vodě. Připravuje se spalováním niklu v bromu.

- Jodid nikelnatý NiI2 je v hydratované podobě zelená krystalická látka, dobře rozpustná ve vodě. Připravuje se spalováním niklu v jodu.

- Fluorid nikelnatý NiF2 je v bezvodém stavu světle hnědý až zelený prášek, v hydratované podobě bledě zelený prášek, velmi málo rozpustný ve vodě a nerozpustný v lihu a etheru. V roztoku tvoří podvojné soli. Fluorid nikelnatý se připravuje zahříváním podvojného fluoridu nikelnato-amonného nebo rozpouštěním hydroxidu nikelnatého v kyselině fluorovodíkové.

- Kyanid nikelnatý Ni(CN)2 je v bezvodém stavu hnědožlutý prášek, v hydratovaném stavu jablkově zelená práškovitá látka, nerozpustná ve vodě. V roztoku tvoří komplexní sloučeniny (viz níže) kyanonikelnatano. Kyanid nikelnatý se připravuje srážením nikelnaté soli roztokem soli alkalického kyanidu.

- Rhodanid nikelnatý Ni(SCN)2 je žlutohnědá práškovitá látka, rozpustná ve vodě na zelený roztok. V roztoku tvoří podvojné sloučeniny (viz níže) rhodanonikelnatany. Rhodanid nikelnatý se připravuje rozpouštěním uhličitanu nikelnatého v kyselině rhodanovodíkové nebo reakcí síranu nikelnatého s rhodanidem barnatým.

- Dusičnan nikelnatý Ni(NO3)2 je v hydratovaném stavu smaragdově zelená krystalická látka, velmi dobře rozpustná ve vodě. Využívá se v keramickém průmyslu k barvení na hnědo. Připravuje se rozpouštěním hydroxidu nikelnatého nebo uhličitanu nikelnatého v kyselině dusičné.

- Dusitan nikelnatý Ni(NO2)2 je v hydratovaném stavu červenožlutá krystalická látka, ve vodě rozpustná na zelený roztok. V roztoku tvoří komplexní sloučeniny (viz níže) nitronikelnatany. Připravuje se reakcí dusitanu barnatého se síranem nikelnatým.

- Síran nikelnatý NiSO4 se v hydratované podobě hexahydrátu vylučuje ve dvou modifikacích, první je stálá mezi 31,5 °C a 53,3 °C a má modrozelenou barvu a druhá je stálá nad 53,3 °C a má zelenou barvu. Za obyčejné teploty krystaluje heptahydrát v smaragdově zelených krystalech a označuje se jako nikelnatá skalice. V přírodě se vyskytuje jako nerost morenosit. V roztoku tvoří se sírany alkalických kovů podvojné sloučeniny. Síran nikelnatý se připravuje rozpouštěním oxidu nikelnatého nebo uhličitanu nikelnatého ve zředěné kyselině sírové.

- Uhličitan nikelnatý NiCO3 je světle zelená jemně krystalická látka, nerozpustná ve vodě, běžně se ovšem z roztoků získává zásaditý uhličitan nikelnatý. V roztoku lze s uhličitany alkalických kovů získat podvojné sloučeniny. Uhličitan nikelnatý se připravuje srážením roztoků nikelnatých solí roztokem alkalického hydrogenuhličitanu.

### Komplexní sloučeniny

#### Oxidační stav IV (d6)
Komplexy NiIV jsou velmi výjimečně stabilní na vzduchu a ve vodě se všechny bez výjimky rozkládají.

#### Oxidační stav III (d7)
V oxidačním stavu NiIII jsou některé komplexy stabilní na vzduchu, ale ve vodě se hned rozkládají. Např. fialová krystalická látka K3[NiF6] oxiduje vodu za vývoje kyslíku. Získává se fluorací směsi chloridu draselného a nikelnatého za zvýšené teploty a tlaku.
Vedle oktaedrických komplexů existují s komplexy s koordinačním číslem 5, např. černý trigonálně bipyramidální [NiBr3(PEt3)2]

#### Oxidační stav II (d8)
Nikelnaté komplexní sloučeniny jsou až na výjimky odolné vůči oxidaci. Tvoří soli se všemi anionty, ve vodném roztoku je běžný zelený hexaaquanikelnatý kation [Ni(H2O)6]2+.
NiII překračuje koordinační číslo 6 pouze vzácně, základní uspořádání jsou oktaedrická (6) a čtvercová (4). Méně časté konformace jsou trigonálně bipyramidální (5), čtvercově pyramidální (5) a tetraedrické (4). Pokud má nikl možnost vybrat si mezi tetraedrem a čtvercem, uplatňuje díky stabilizační energii ligandového pole v nízkospinových komplexech čtvercové ligandové pole. Ve vysokospinových komplexech záleží na druhu ligandu, v případě ligandu s velkými molekulami nebo atomy vznikají čtvercové ligandové pole a v případě ligandů s malými atomy nebo molekulami vzniká tetraedrické ligandové uspořádání. V případě velkého nadbytku komplexních částic v roztoku je nikl schopen uplatnit koordinační číslo 5 a to také v závislosti na velikosti ligandu. Rozměrné ligandy se vážou v podobě čtvercové pyramidy a malé v podobě trigonální bipyramidy.
Nikl vytváří přednostně komplexní sloučeniny s dusíkatými ligandy, např. NH3, en (ethylendiamin), bipy (bipyridyl), phen (fenanthrolin), NCS− a NO2. Amoniakáty mají při plném nahrazení molekul vody v nikelnaté soli na hexaamminnikelnatý kation [Ni(NH3)6]2+ obvykle fialovou barvu. Pokud se nenahradí všechny molekuly vody, tak má látka obvykle modrou až tmavě modrou barvu. Amoniakáty se připravují převáděním amoniaku přes bezvodé nikelnaté soli nebo se k hydratovaným solím přidává roztok amoniaku. Roztok amoniakátů je modrý, protože ve vodě dochází k částečné výměně molekul amoniaku za molekuly vody.
Čtvercové konformace tvoří komplexy [NiX4]2−, tetrakyanonikelnatany jsou zlatožluté, tetrarhodanonikelnatany světle zelené (oktaedrické [Ni(SCN)6]4− jsou však modré), tetrachloro-, tetrabromo- a tetrajodonikelnatany jsou modré.

#### Nižší oxidační stavy
Nejvýznamnějším zástupcem je tetrakarbonyl niklu [Ni(CO)4], za normálních podmínek těkavá kapalina. Tato sloučenina je silně toxická stejně jako oxid uhelnatý CO, nutný pro její výrobu.

### Organické sloučeniny
- Šťavelan nikelnatý NiC2O4 je práškovitá nazelenalá látka, nerozpustná ve vodě, ale rozpustná v kyselinách a amoniakálním roztoku. V roztoku tvoří podvojné sloučeniny. Šťavelan nikelnatý se připravuje z hydroxidu nikelnatého nebo uhličitanu nikelnatého v kyselině šťavelové.

- Octan nikelnatý Ni(CH3COO)2 je jablkově zelená krystalická látka, dobře rozpustná ve vodě, ale nerozpustná v lihu. Vodný roztok má sladkou chuť. Připravuje se rozpouštěním hydroxidu nikelnatého v chladné kyselině octové.

## Zdravotní rizika

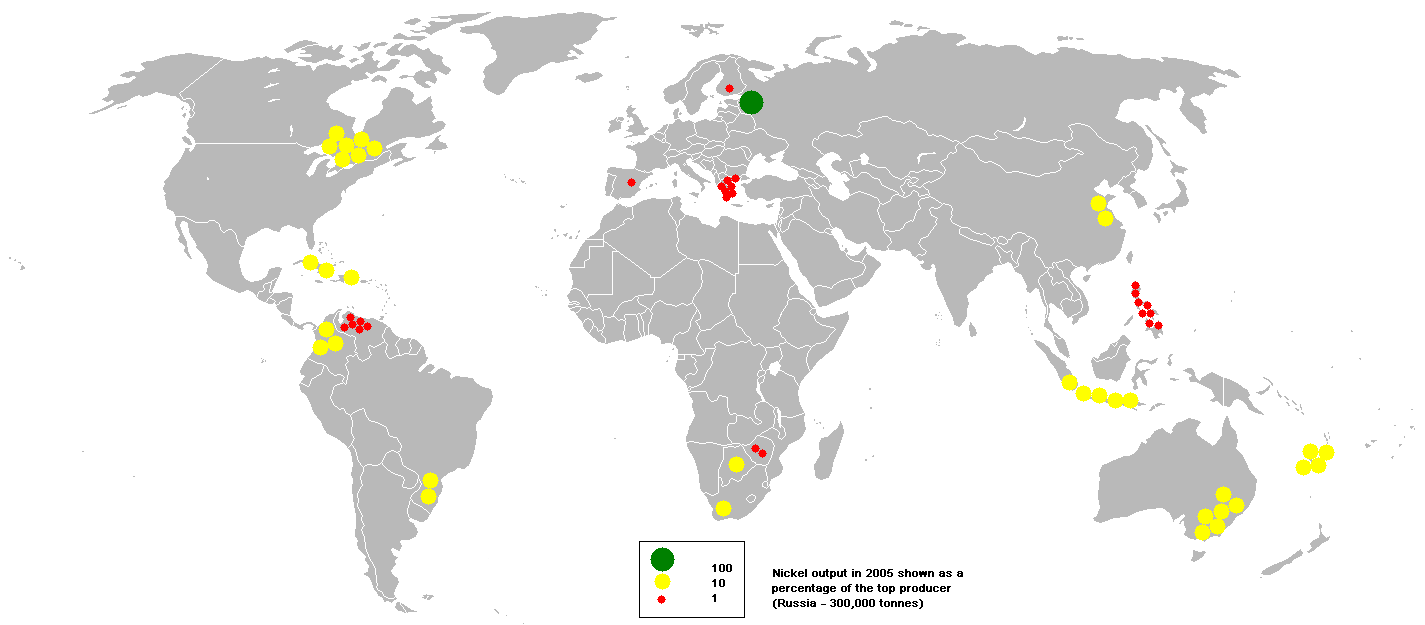
Světová těžba niklu v tunách (pro rok 2005). Nejvíce těží Rusko, následuje Kanada a Austrálie

Nikl patří mezi několik málo prvků, jejichž vliv na zdravotní stav lidského organizmu je jednoznačně negativní. Tento fakt se zdá být kuriózní např. i proto, že je chemicky velmi podobný kobaltu, jenž je naopak nezbytnou součástí potravy a má důležitou roli pro správný vývoj a zdravotní stav lidského organizmu.
Při velkých anebo pravidelně zvýšených dávkách niklu se silně zvyšuje riziko vzniku rakoviny a nikl je dnes řazen i mezi teratogeny, tedy látky schopné negativním způsobem ovlivnit vývoj lidského plodu. Ohrožení takovými dávkami niklu však hrozí pouze pracovníkům metalurgických provozů, které se zabývají zpracováním tohoto kovu a nedodržují základní pravidla bezpečnosti práce.
V běžném životě se však poměrně často setkáváme s kožní alergií na nikl. Projevuje se u 6–10 % obyvatelstva a doprovází ji nejprve zarudnutí kůže a později až vznik kožních ekzémů při trvalém styku s předměty z niklu. Zvláště nebezpečné jsou v tomto ohledu náušnice, protože ušní lalůček patří mezi velice citlivé části lidského těla a alergické působení zde může nabývat dramatičtějších rozměrů – otoky hlavy, astmatické záchvaty.
Kromě výše uvedených alergiků však existuje i podstatně méně početná skupina lidí, kteří trpí alergií na nikl v mnohem větší míře. Těm pak způsobuje alergické reakce např. i placení mincemi s obsahem niklu. Právě v současné době probíhá v Bruselu diskuze o budoucnosti euromincí o hodnotě 1 a 2 eura, které nikl obsahují.